# Kallidecthes
Il callidecte (Kallidecthes richardsoni) è un crostaceo estinto, imparentato alla lontana con l'attuale canocchia (Squilla mantis). I suoi resti fossili sono stati ritrovati esclusivamente nel giacimento di Mazon Creek, in Illinois, databile al Carbonifero medio (Pennsylvaniano, circa 320 milioni di anni fa).

## Descrizione
Lungo non più di sette centimetri, questo animale era dotato di un carapace dal profilo subtriangolare e liscio; una struttura mobile era presente anteriormente, sulla superficie dorsale. Le appendici toraciche erano costituite da otto paia di zampe, più corte mano a mano che si procedeva posteriormente. Sul capo erano presenti due paia di antenne; la prima antenna era segmentata e divisa in tre diversi flagelli, mentre la seconda portava un singolo flagello. L'addome era diviso in sei segmenti, i primi cinque dei quali dotati di appendici biramate (tipiche degli artropodi acquatici primitivi). La coda (telson) era larga e a forma di paletta, dotata di appendici (uropodi) stretti e allungati all'indietro. 

## Stile di vita
Probabilmente il callidecte era un artropodo che si spostava agevolmente nuotando nelle acque basse; vari adattamenti al nuoto sembrerebbero testimoniare queste abitudini. Non era ancora presente, invece, lo sviluppo del primo paio di zampe nella struttura predatoria costituita da appendici dentate per afferrare la preda; i successivi oplocaridi del Mesozoico saranno dotati di questa struttura.